# Tetrasida serrulata
Tetrasida serrulata är en malvaväxtart som beskrevs av P.A. Fryxell och J. Fuertes. Tetrasida serrulata ingår i släktet Tetrasida och familjen malvaväxter. Inga underarter finns listade i Catalogue of Life.